# Myrmarachne moesta
Myrmarachne moesta es una especie de araña araneomorfa de la familia Salticidae.

## Distribución geográfica
Es endémica de Célebes (Indonesia).